# Bando de Tagalgen
Tagalgen o Tegalgen fue una de las doce demarcaciones territoriales en las que los aborígenes benahoaritas dividían la isla de La Palma (Canarias) cuando llegaron los conquistadores castellanos a finales del siglo xv.
Su capitán o caudillo durante la conquista era Bediesta.
En el término de este bando se localiza el yacimiento arqueológico conocido como La Zarza, La Zarcita, Llano de la Zarza, Fuente de Las Palomas y Fajaneta del Jarito, que consta de asentamientos pastoriles, varias cuevas de ocupación estacional y cinco estaciones de grabados rupestres. Estos constituyen el elemento más espectacular del yacimiento, tanto por la amplitud de la superficie grabada como por la complejidad y amplia cronología que manifiestan.

## Etimología

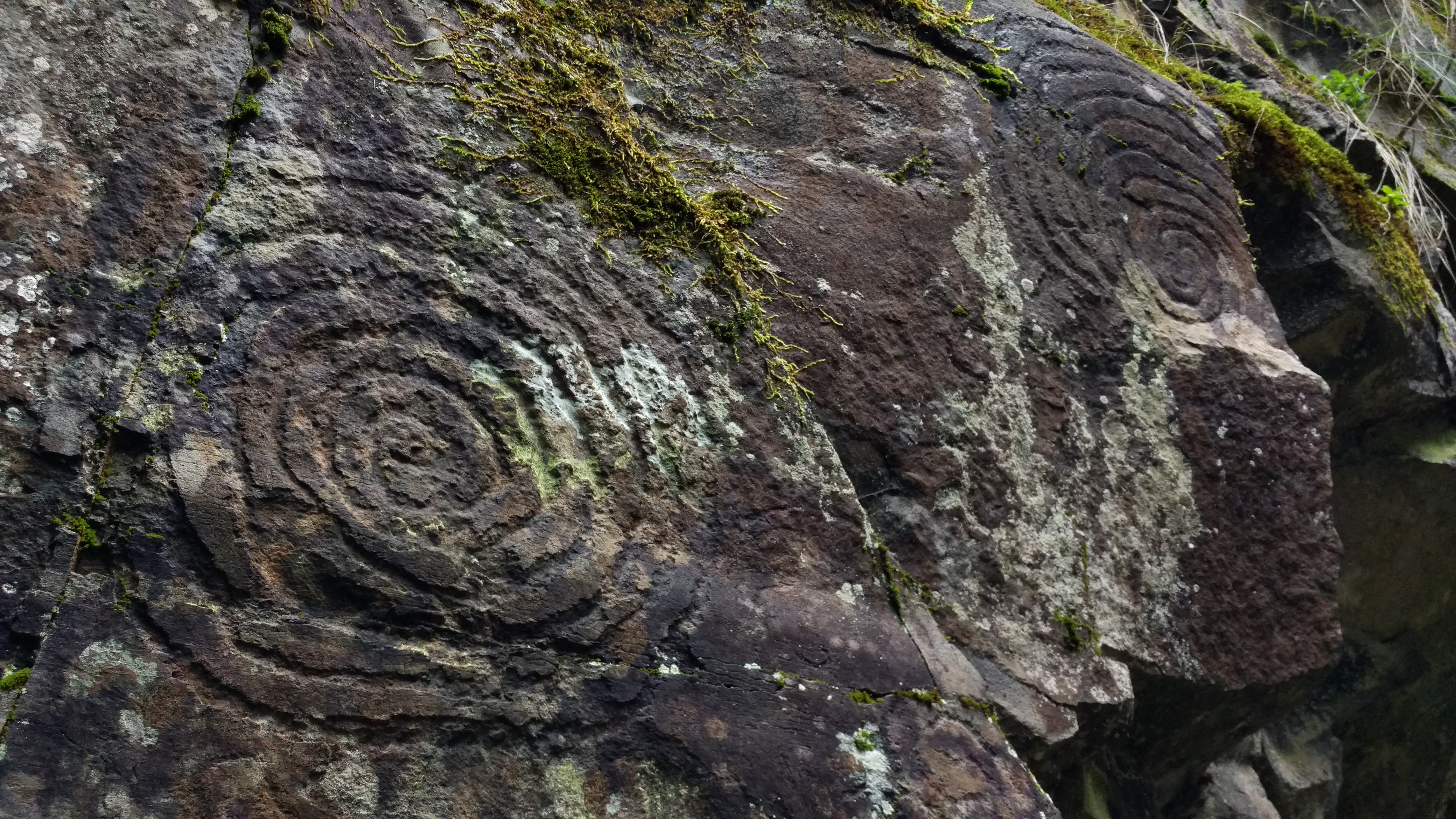
Petroglifos del yacimiento de La Zarza, Garafía.

Juan de Abréu Galindo, primer autor que da a conocer el nombre de este cantón, da en su obra Historia de la conquista de las siete islas de Canaria las formas Tagalgen y Tegalgen. Por su parte, el ilustrado tinerfeño José de Viera y Clavijo da la forma Galguen, según algunos autores por influencia del término galga que en Canarias designa una piedra redonda de grandes dimensiones.
En cuanto a su posible significado, el filólogo Ignacio Reyes propone su traducción como 'encierro vigilado, coto cerrado', 'ahijadero', desde una posible forma original tegalt-əɣen.

## Características
Según Abréu Galindo «El décimo término y señorío era Tagalgen, que es Garafía hasta el barranco de Hiscaguan». Su territorio  se extendía por tanto por el moderno término municipal de Garafía.
El cantón de Tagalgen se opuso a la conquista castellana entre 1492 y 1493, siendo sin embargo sus habitantes finalmente derrotados.